# Remonstranci
Remonstranci, a właściwie Bractwo Remonstrantów (Remonstrantse Broederschap) – protestanckie wyznanie powstałe na początku XVII wieku w Republice Zjednoczonych Prowincji w wyniku rozłamu w Holenderskim Kościele Reformowanym. Potępione przez Synod w Dordrechcie, pomimo początkowych prześladowań remonstranci przetrwali w Niderlandach jako małe, ale wpływowe wyznanie o wyraźnie liberalnym obliczu. W II połowie XVII wieku przyjęli w swoje szeregi małą grupkę uchodźców religijnych z braci polskich, wygnanych po 1660 roku.

## Powstanie
Za początek wyznania uważa się rok 1606, kiedy Jakub Arminius (1560-1609), profesor teologii na Uniwersytecie w Lejdzie, wystąpił z krytyką kalwińskiego nauczania o predestynacji. Nie kwestionował on tyle samego dogmatu, ale jego dominujące nauczanie, twierdząc, że Bóg nie tyle chce jednych potępić, a drugich zbawić, ale raczej wie, kto będzie zbawiony, a kto nie. Arminius podnosił także prawo każdego duchownego do wolności nauczania z ambony. Z repliką przeciw Arminiusowi wystąpił jego kolega z uniwersytetu Franciszek Gomarus (1563-1641). Zwolenników pierwszego nazywano arminianami, a drugiego gomarystami.

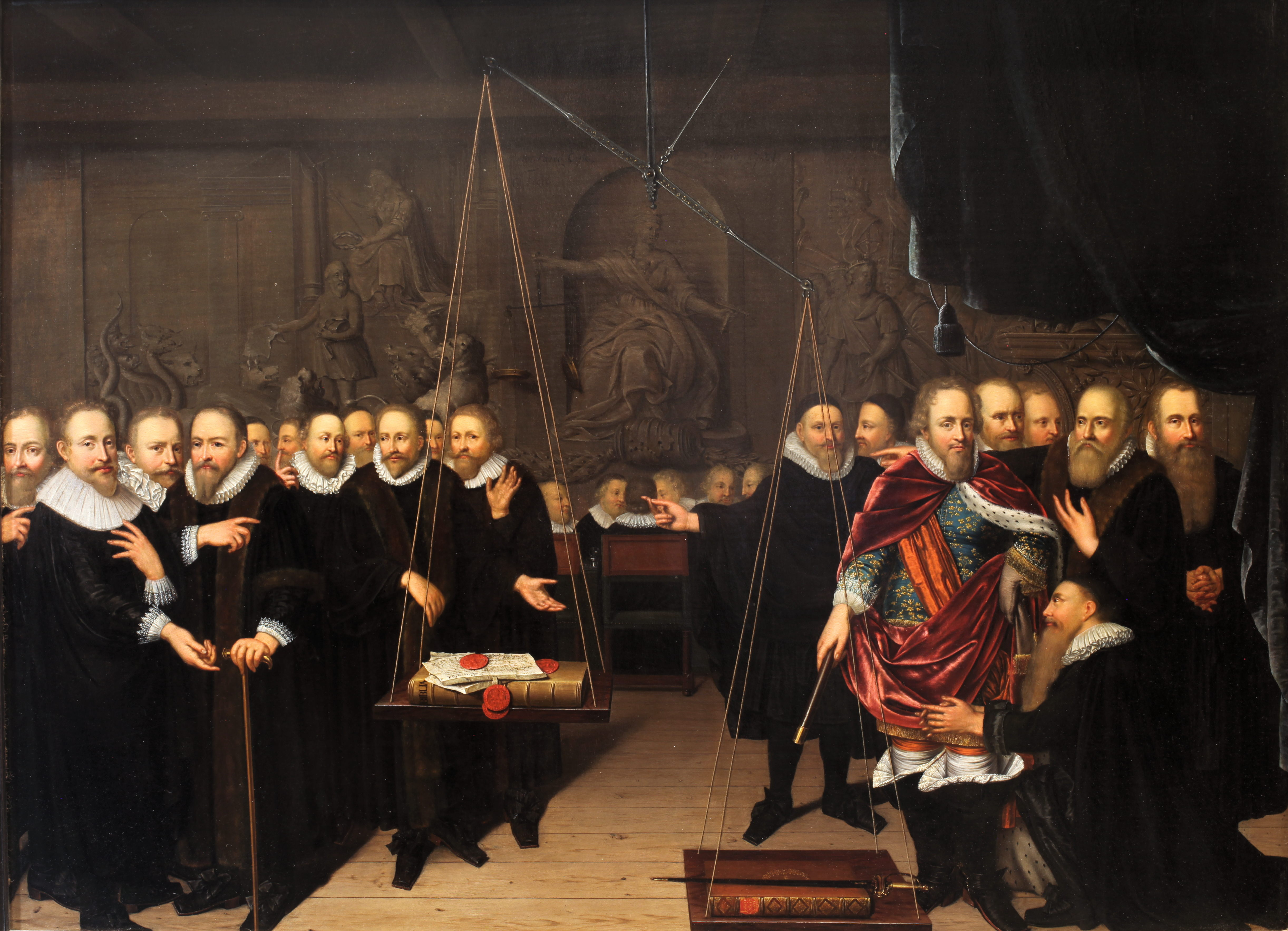
Alegoria sporu remonstrantów (po lewej) i gomarystów (po prawej) wg Abraham van der Eyk z 1724 roku

Dyskusja początkowo czysto teologiczna przekształciła się w polityczną, gdy Arminiusa wsparł Jan van Oldenbarnevelt, a Gomarusa stadhouder Maurycy Orański. Gdy władze kościelne próbowały zdyscyplinować Arminiusa i jego zwolenników, zainterweniowały władze świeckie, nakazując przedstawić sobie poglądy. Arminianie zrobili to w tzw. Pięciu Punktach Remonstrancji – i stąd wzięła się ich nazwa. Pomimo oporu duchowieństwa, Stany hrabstwa Holandii poparły remonstrantów i nakazały obu stronom wzajemny szacunek i zakaz atakowania siebie z ambon. Stosowny edykt O pokoju w Kościele, który de facto chronił remonstranckich pastorów przed ich konserwatywnymi kolegami przygotował Hugo Grocjusz, zwolennik remonstrantów.
Sytuacja uległa zmianie w 1618, kiedy Maurycy Orański obalił przeciwnika i zwołał do Dordrechtu ogólnonarodowy synod. W trakcie jego obrad usunięto spośród delegatów remonstrantów, potępiono ich nauczanie (maj 1619), a duchownych usunięto z parafii.
Nie czekając na przesądzony wynik obrad, remonstranci zebrali się na osobnym synodzie w Antwerpii w 1619, gdzie rozpoczęto pracę nad własnym wydaniem wiary, wydanym w 1621 roku i napisanym przez ich duchowego przywódcę Simona Episcopiusa. Wciąż mając nadzieję na pojednanie z Holenderskim Kościołem Reformowanym, remonstranci nie powołali własnego Kościoła, ale Bractwo, która to nazwa jest stosowana do dziś. W 1621 książę Szlezwiku Fryderyk III pozwolił części uchodźców na osiedlenie się w założonym przez siebie Friedrichstadt, gdzie założyli najstarszą, istniejącą do dziś parafię.

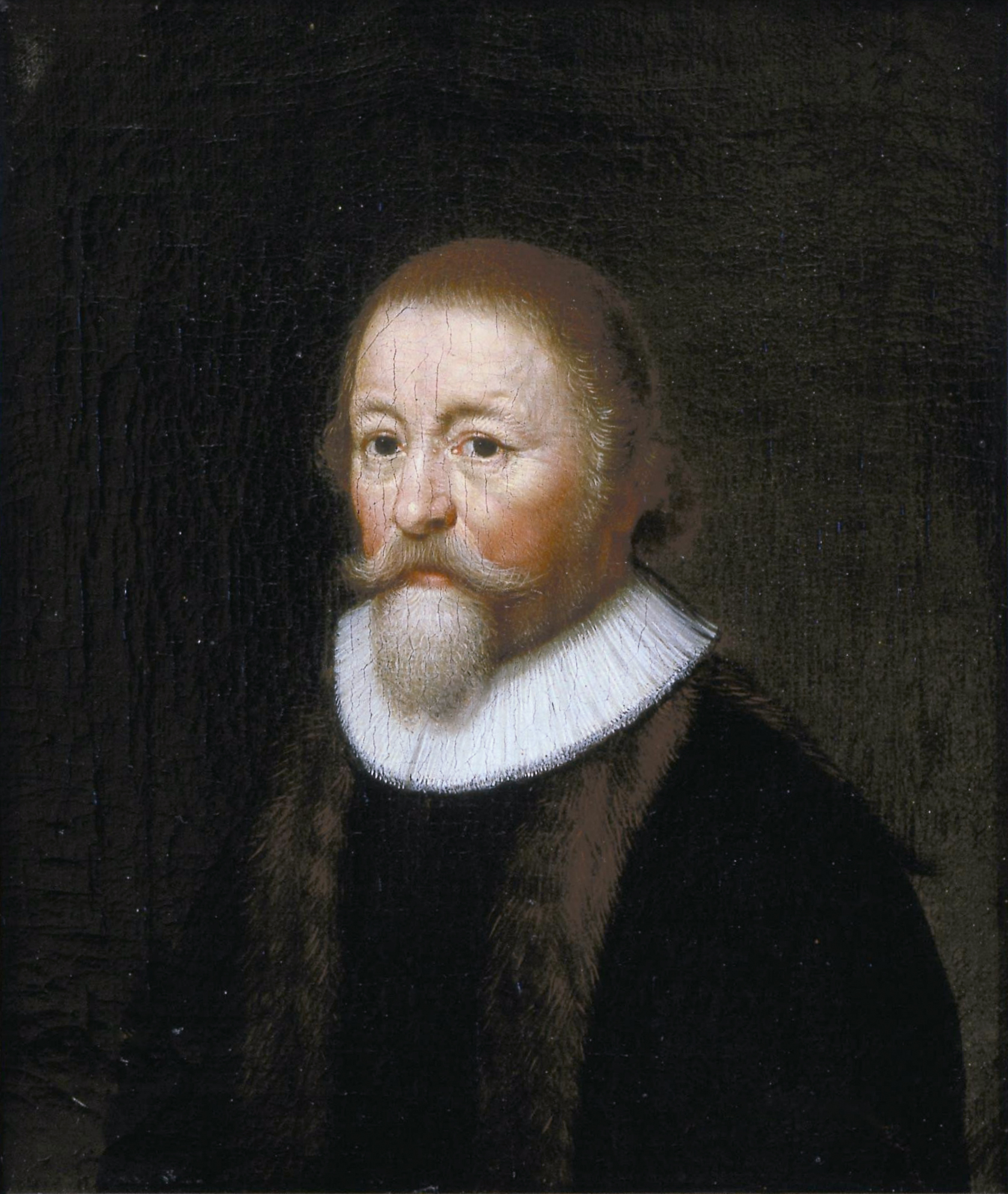
Simon Episcopius (1583-1643)

## Konsolidacja i rozwój po 1626
W 1626 roku, po śmierci Maurycego Orańskiego, władze objął wychowany przez remonstrantów Fryderyk Henryk Orański. Pozwolił on wygnanym duchownym i uchodźcom na powrót do Niderlandów, ale wbrew ich nadziejom nie próbował wzruszyć postanowień Synodu w Dordrechcie. Remonstranci stali się osobnym, tolerowanym przez władze Kościołem. Pozwolono im budować kościoły, ale musiałby być one „ukryte” z zewnątrz, tzn. nie przypominać budynków kościelnych. Na ich główne centra wyrosły takie miasta jak Rotterdam, Amsterdam, Gouda czy Alkmaar. W Rotterdamie do początku XVIII wieku byli drugim największym wyznaniem po kalwinistach, przewyższając nawet katolików i około połowy rajców miejskich było tego wyznania.

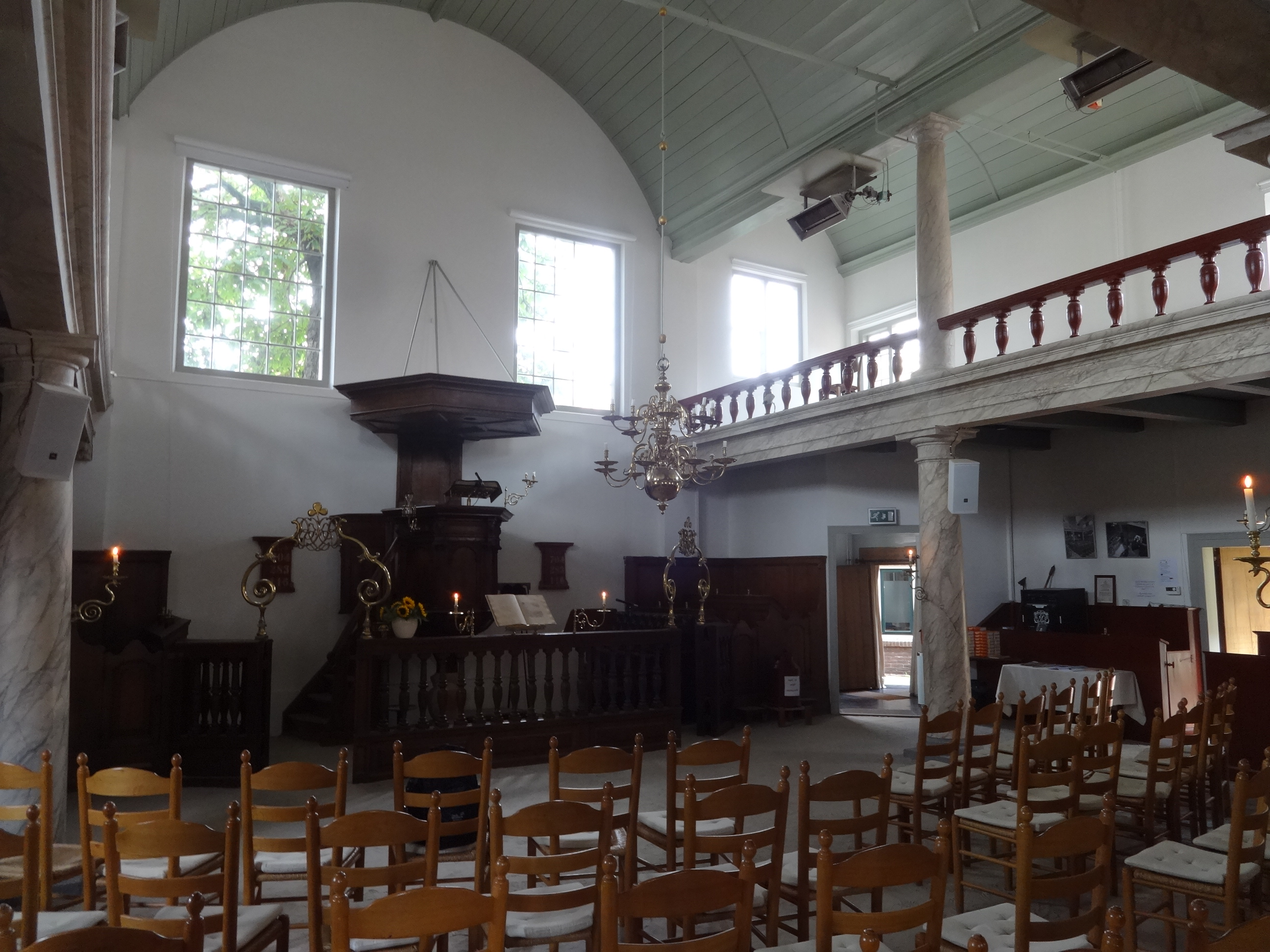
XVII-wieczne wnętrze kościoła remonstranckiego w Alkmaar

Pomimo ustania prześladowań i intelektualnego rozwoju przez cały XVIII wiek liczba remonstrantów stale się kurczyła i znaleźli się daleko za katolikami, luteranami i mennonitami. Pod koniec XVIII wieku znaleźli się pod wpływem teologii racjonalistycznej, a wielu duchownych było związanych politycznie z radykalnymi tzw. patriotami, dążącymi do obalenia dynastii Orańskiej. W 1795 roku ich Kościół uzyskał formalne uznanie przez państwo. Według spisu z 1806 roku w całych Niderlandach mieszkało już ich tylko 4060 osób, z czego w Holandii mieszkało ich aż 3956. Największą parafią pozostała ta w Rotterdamie i która liczyła 900 osób, choć jeszcze w 1700 roku miała 6000 wiernych.
Remonstranci utrzymywali też bliskie kontakty z Kościołem Anglii, walnie przyczyniając się do osłabienia nurtu kalwińskiego w jego ramach. Van Limborch przyjaźnił się z Johnem Lockiem, i oddziałując na jego teologię, doprowadził do liberalizacji teologicznej angielskich prezbiterian.

## Seminarium Remonstranckie (do 1855)
Chcąc zapewnić właściwe kształcenie swojego duchowieństwa i nie mogąc być początkowo pewnym, czy ich kandydaci będą dopuszczeni na wydziały teologiczne w Niderlandach, w 1634 roku w Amsterdamie (dzięki przychylności władz miasta) otwarto osobne seminarium teologiczne dla duchownych. Nie należało ono nigdy do największych, kształcąc po zaledwie kilku lub kilkunastu kandydatów na duchownych rocznie, do połowy XVIII wieku studiowali tutaj także kandydaci na pastorów z kościoła mennonitów. Aż do końca XVIII wieku seminarium zachowywało znakomity poziom nauczenia, a profesorami na nim byli tacy znani i cenieni w Europie teolodzy jak Étienne de Courcelles, Filip van Limborch czy Johann Jacob Wettstein.
Seminarium miało dwóch profesorów: teologii oraz historii kościoła i nauk. Obie funkcje sprawowali pastorzy remonstranccy, często wygłaszający kazania w parafii amsterdamskiej. Seminarium zaczęło chylić się ku upadkowi od II połowy XVIII wieku, osłabione kurczeniem się kościoła oraz opuszczeniem go przez mennonitów po 1735 roku.

### Profesorowie teologii[4]
1634-1643 Simon Episcopius (1583-1643)
1644-1659 Étienne de Courcelles (1586-1659)
1659-1666 Arnold Polenburg (1628-1666), poprzednio pastor w Rotterdamie
1666 -1667 Isaac Pontanus, tymczasowo, pastor w Amsterdamie
1667-1712 Flip van Limborch (1633-1712), poprzednio pastor w Amsterdamie
1712-1737 Adriaan van Cattenburg (1664-1743), poprzednio pastor w Rotterdamie
1737-1746 Johannes Dierberge (1686-1746), poprzednio pastor w Rotterdamie
1746-1767 Jakub Krighout (1703?-1770), poprzednio pastor w Lejdzie
1767-1790 Abraham Arendt van der Meersch (1720-1792), poprzednio profesor historii kościoła
1790-1827 Jan Konanijnenburg (1757-1831) poprzednio pastor w Utrechcie
1827-1855 Abraham Amorie van der Hoeven (1798-1855)

### Profesorowie historii kościoła i literatury[5]
1649-1653 Johannes Loedingius (zm. 1653)
1653-1664 Isaac Pontanus, pastor w Amsterdamie
1664-1684 Samuel Nearanus, poprzednio pastor w Oudewater
1684-1731 Jean Le Clerck (1657-1736), Szwajcar z Genewy
1731-1754 Johann Jacob Wettstein (1693-1754), Szwajcar z Bern
1756-1771 Abraham Arendt van der Meersch, także profesor teologii, poprzednio pastor w Delfcie
1771-1779 Daniel Wyttenbrach (1746-1820), Szwajcar z Genewy
1790-1796 Paulus van Heemert (1756-1825), były pastor kalwiński
1797 stanowisko zlikwidowano

## Od XIX wieku po XXI wiek
Na początku XIX wieku nastąpiło odrodzenie kościoła, dzięki pracy teologicznej i aktywności społecznej takich pastorów i teologów jak np. Abraham Amorie van der Hoeven (1798-1855). Otworzono nowe parafie, względnie zrewitalizowano stare. Remonstranci zaczęli być identyfikowani jako liberalni, niedogmatyczni chrześcijanie, z czasem zbliżając się do humanizmu. W 1878 roku remonstranckie seminarium przeniesiono do Lejdy i tamtejszego uniwersytetu. Byli także widoczni w życiu politycznym: w 1874 roku premierem Niderlandów został Jan Heemskerk (1818-1897).
Przez cały XIX i XX wiek postępowała dalsza liberalizacja kościoła, który wciąż podkreśla swoje chrześcijańskie korzenie – był jednym z kościołów założycieli Światowej Rady Kościołów.
W 1920 roku był drugim kościołem w kontynentalnej Europie który powołał kobietę na pastorkę parafii – była nią Fryderyka Wilhelmina Rappold (1890-1975).
W 1986 roku był pierwszym chrześcijańskim kościołem, który zezwolił na małżeństwa jednopłciowe w kościele, zanim zyskały one sankcje prawną w Niderlandach (2000).

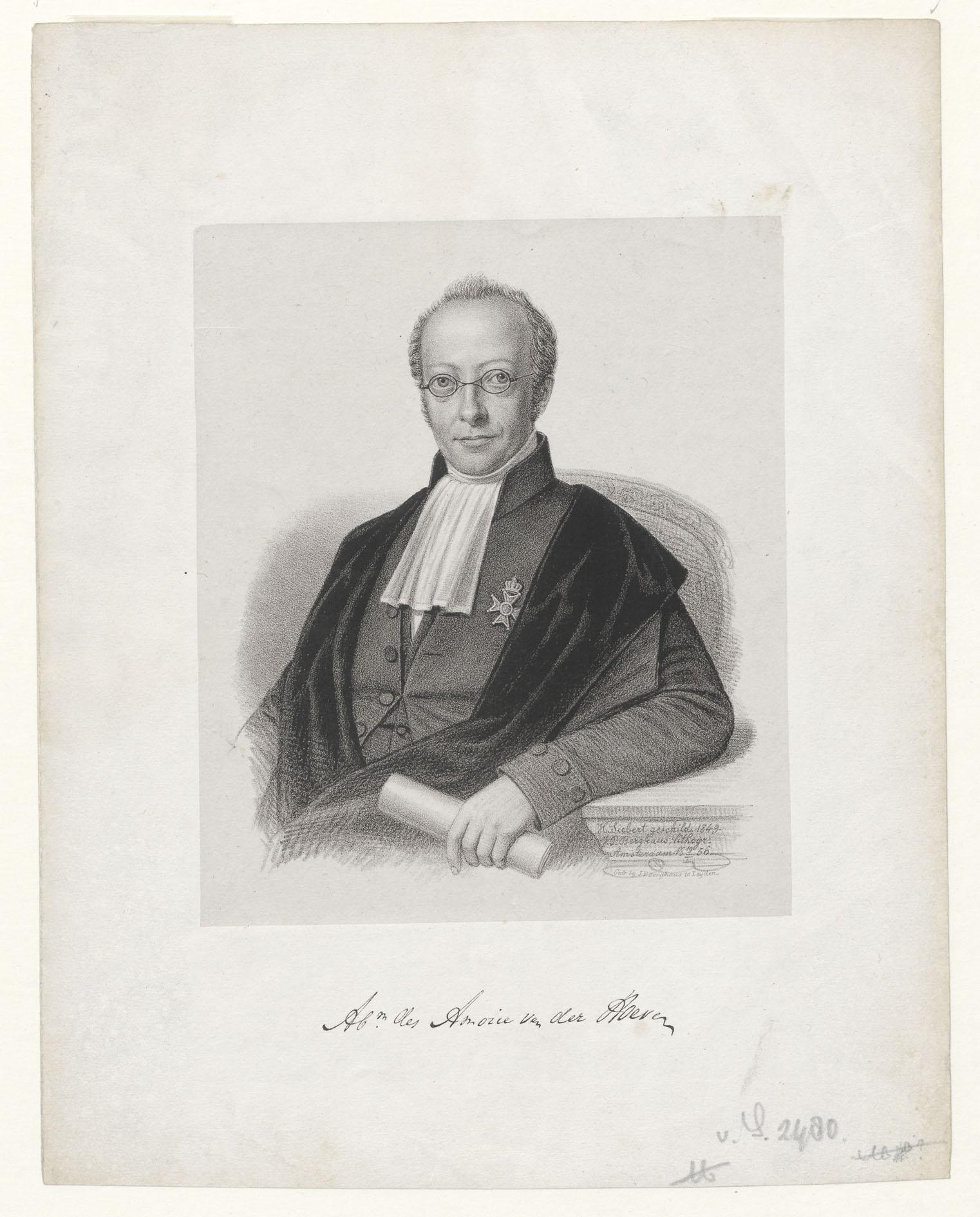
Abraham Amorie van der Hoeven (1798-1855)

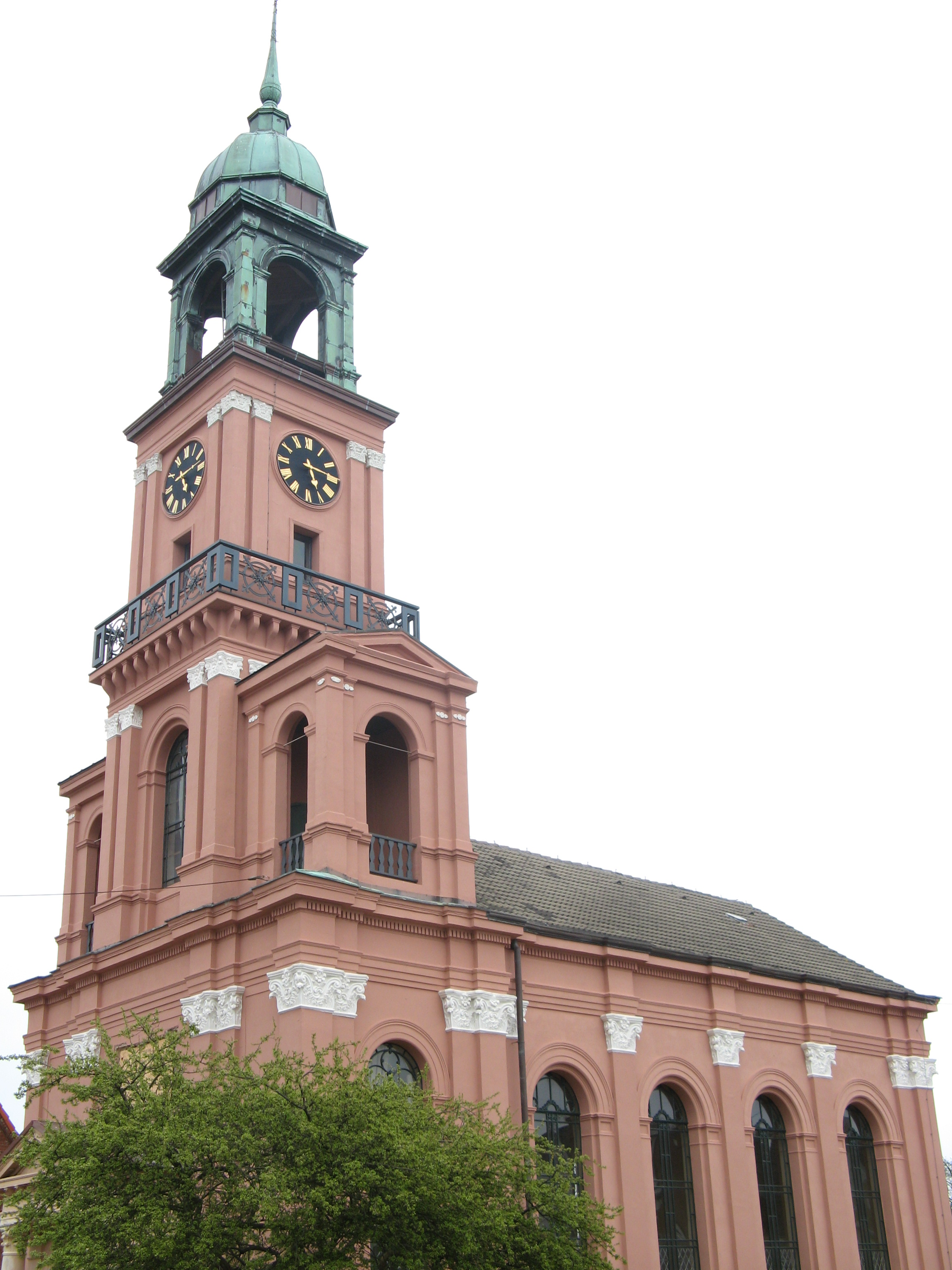
XIX-wieczny budynek kościoła remonstranckiego we Friedrichstadt

Podobnie jak większość kościołów w Niderlandach, od połowy XX wieku notuje stały spadek wiernych:
1970 – 18355
1980 – 12166
1990 – 8268
2008 – 5780
2015 – 5050
Obecnie kościół liczy około 5000 wiernych skupionych w 44 parafiach na terenie Niderlandów. Posiada jedyną parafię poza granicami, we Friedrichstadt. Największą parafią do dziś pozostaje Rotterdam. Seminarium remonstranckie przeniesiono w 2012 roku z Lejdy na Wolny Uniwersytet w Amsterdamie.
Choć wielu remonstrantów jest dziś unitarianami, kościół podkreśla swoje chrześcijańskie i kalwińskie korzenie np. będąc członkiem Światowej Wspólnoty Kościołów Reformowanych. Wiernych nie obowiązuje wyznanie wiary, nie wymaga się także od nich rezygnacji z bycia członkiem innego wyznania.
W 2014 roku kościół jako pierwszy w Niderlandach rozpoczął kampanię reklamową skierowaną na przyciągniecie osób, które o nim nic nie wiedzą. Plakaty z hasłami „Wiara zaczyna się od Ciebie” i „Czy jesteś remonstrantem?” miały pojawić się w pociągach i na stacjach holenderskich kolei (NS). Początkowo NS zapowiedziała, że ich nie przyjmie, tłumacząc, że mają one „zbyt otwarcie religijną treść”. Po negatywnej reakcji w prasie z tej decyzji się wycofano i plakaty zawisły.

## Remonstranci ibracia polscy
Kontakty między tymi grupami sięgają 1620 roku, gdy remonstrancki duchowny Samuel Naeranus był kapelanem kupców Holenderskich w Gdańsku i nawiązał przyjaźń z Marcinem Ruarem. Także Hugo Grocjusz korespondował z teologiem braci polskich Janem Crellem Spinowskim. W 1632 roku zgromadzeni na synodzie w Rakowie bracia polscy zaproponowali nawet remonstrantom unię kościelną, ale ci nie odpowiedzieli.
W 1661 roku grupka kilkunastu uchodźców z Gdańska została członkami parafii we Friedrichstadt, ale w 1663 roku na skutek nacisku luterańskiego duchowieństwa i pomimo zabiegów remonstrantów bracia polscy musieli opuścić miasto. Większość udała się do Amsterdamu, gdzie zamieszkało około 50 braci polskich. Do parafii remonstranckiej w tym mieście przyłączyła się rodzina Ruarów, Crellów, Stadnickich. Członkami parafii byli m.in. Andrzej Wiszowaty, Teodor i Krzysztof Lubienieccy. Remonstrancki teolog van Limborch pozostawał w bliskiej przyjaźni z rodziną Wiszowatych, która miała wpływ na jego liberalne poglądy teologiczne na temat Trójcy.
Remonstranci udzielali także hojnej pomocy materialnej uchodźcom braci polskich w Koloszwarze w Siedmiogrodzie w 1697 i 1709 roku.

## Literatura
- Aken, Lucie J N K van, 1947. De Remonstrantse Broederschap in Verleden en Heden. Historische Schets, Arnhem: Van Loghum Slaterus
- Brouwers, J F e.a. (red), 2005. Wat We Nog Weten. Amsterdamse Remonstranten in de 20ste eeuw. 375-jarig Bestaan Remonstrantse Gemeente Amsterdam, Amsterdam: Remonstrantse Gemeente Amsterdam
- Barnard, T, 2006. Van verstoten kind tot belijdende kerk: de Remonstrantse Broederschap tussen 1850 en 1940, Amsterdam: De Bataafsche Leeuw
- Barnard, T en E Cossee, 2007. Arminianen in de Maasstad: 375 jaar Remonstrantse Gemeente Rotterdam, Amsterdam: De Bataafsche Leeuw
- Bem, Kazimierz, 2013: Wilki i łagodne jagniątka Chrystusa. Powstanie, rozwój i rola Holenderskiego Kościoła Reformowanego w XVI i XVII wieku, Warszawa: Wydawnictwo Naukowe Semper
- Cossee, E, 1988. Abraham des Amorie van der Hoeven, 1798-1855: een Remonstrants theoloog in de Biedermeiertijd, Kampen: Kok
- Episcopius, Simon, 1627. Vrye godes-dienst, of t’Samen-spreeckinghe tusschen Remonstrant en Contra-Remonstrant, over de vrye godts-dienstighe vergaderinghen der Remonstranten.: Met wederlegginge van Douchers oproerighe predicatie: C. Dungani redeloose salvatien, &c.
- Goud, J en K Holtzapffel (red), 2004. Wij Geloven – Wat Geloven Wij?. Remonstrants Belijden in 1940 en Nu. Zoetermeer: Meinema
- Slis, P L, 2006. De Remonstrantse Broederschap: Biografische Naamlijst, 1905-2005 : Gemeenten, Landelijke Organen, Predikanten en Proponenten, Publicaties, Eburon
- Vuyk, Simon, 2002. De Dronken Arminiaanse Dominee. Over de Schaduwzijde der Verlichte Remonstranten, Amsterdam: De Bataafsche Leeuw